# Тингану
Тингану (рум. Tânganu) — село у повіті Ілфов в Румунії. Входить до складу комуни Черніка.
Село розташоване на відстані 17 км на схід від Бухареста, 149 км на південь від Брашова.

## Населення
За даними перепису населення 2002 року у селі проживали 2699 осіб. Рідною мовою 2698 осіб (> 99,9%) назвали румунську.
Національний склад населення села:
| Національність | Кількість осіб | Відсоток |
| -------------- | -------------- | -------- |
| румуни         | 2038           | 75,5%    |
| цигани         | 661            | 24,5%    |